# Comuna Hotînivka, Korosten
Hotînivka (în ucraineană Хотинівська сільська рада) este o comună în raionul Korosten, regiunea Jîtomîr, Ucraina, formată din satele Domoloci, Hotînivka (reședința), Iskorost, Rozteajîn și Sobolivka.

## Demografie
Componența lingvistică a comunei Hotînivka
     Ucraineană (97,58%)
     Rusă (2,1%)
     Alte limbi (0,32%)
Conform recensământului din 2001, majoritatea populației comunei Hotînivka era vorbitoare de ucraineană (97,58%), existând în minoritate și vorbitori de rusă (2,1%).